# One Minute (песня XXXTentacion)
«One Minute» (с англ. — «Одна минута») — песня американского хип-хоп исполнителя XXXTentacion с его третьего студийного альбома Skins (2018). В качестве гостей на треке выступают Канье Уэст и Трэвис Баркер. Клип на трек был выпущен 7 декабря 2018 года.

## Спор
Спор возник из текстов Уэста: «теперь ваше имя испорчено, утверждениями, которые они делают / ответчик виновен, никто не обвиняет истца», поскольку они рассматривались как виктимблейминг в деле XXXTentacion, и источник, близкий к Уэсту, сообщил Billboard, что он: «не защищает XXX или ссылается на кого-либо в частности». На протяжении всего куплета Уэста он читает рэп о суде общественного мнения.[что?]

## Музыкальное видео
Клип был выпущен 7 декабря 2018 года как первый клип с альбома Skins, но позже был удален из Vimeo. В нём показывались похабные анимации, демонстрация женщин с большими бюстами, а так же агрессивные сцены насилия. JJ Villard предоставил анимацию NSFW для музыкального видео.

## Коммерческий успех
«One Minute» дебютировал под номером 62 в американском Billboard Hot 100 после выхода альбома. Он дебютировал на аналогичной позиции под номером 69 в Canadian Hot 100 на той же неделе.

## Участники записи
- XXXTentacion – основной исполнитель, музыка, продюсер
- Канье Уэст – музыка, гость
- Трэвис Баркер – музыка, барабан
- John Cunningham - музыка, продюсер
- Koen Heldens - сведение
- Brandon Brown - сведение ассистент
- Dave Kutch - мастеринг
- Kevin Peterson - мастеринг ассистент

## Чарты
| Чарт (2017-2018)                         | Высшая позиция |
| ---------------------------------------- | -------------- |
| Канада (Canadian Hot 100)                | 69             |
| Швеция (Sverigetopplistan)               | 18             |
| Великобритания (Official Charts Company) | 30             |
| США Billboard Hot 100                    | 62             |
| США Hot Rap Songs (Billboard)            | 23             |

## Примечание
1. ↑  Kanye West condemned for 'victim-blaming' lyrics with XXXTentacion (англ.). The Independent (7 декабря 2018). Дата обращения: 1 января 2019. Архивировано 16 декабря 2018 года.
2. ↑  Kanye West's Verse on XXXTentacion's New Album Is... Something. Spin (5 декабря 2018). Дата обращения: 1 января 2019. Архивировано 15 декабря 2018 года.
3. 1 2  Trent Fitzgerald. XXXTentacion 'One Minute' Video With Kanye West - XXL (англ.). XXL Mag. Дата обращения: 1 января 2019. Архивировано 23 декабря 2018 года.
4. ↑  Kanye West & XXXTentacion Release NSFW Video For "One Minute". HotNewHipHop. Дата обращения: 1 января 2019. Архивировано 15 декабря 2018 года.
5. ↑  "Music: Top 100 Songs – December 22, 2018". Дата обращения: 1 января 2019. Архивировано 18 декабря 2018 года.
6. ↑  Canadian Music: Top 100 Songs Chart. Billboard. Дата обращения: 1 января 2019. Архивировано 2 апреля 2019 года.
7. 1 2 3  XXXTENTACION Chart History. Billboard. Дата обращения: 1 января 2019. Архивировано 4 мая 2020 года.
8. ↑  www.sverigetopplistan.se - Veckolista Heatseeker - Vecka 50, 14 december 2018. www.sverigetopplistan.se. Дата обращения: 1 января 2019. Архивировано 15 декабря 2018 года.
9. ↑  Official R&B Singles Chart Top 40 | Official Charts Company (англ.). www.officialcharts.com. Дата обращения: 1 января 2019.